# Szkatuła Christopha Mauchera (Malbork)

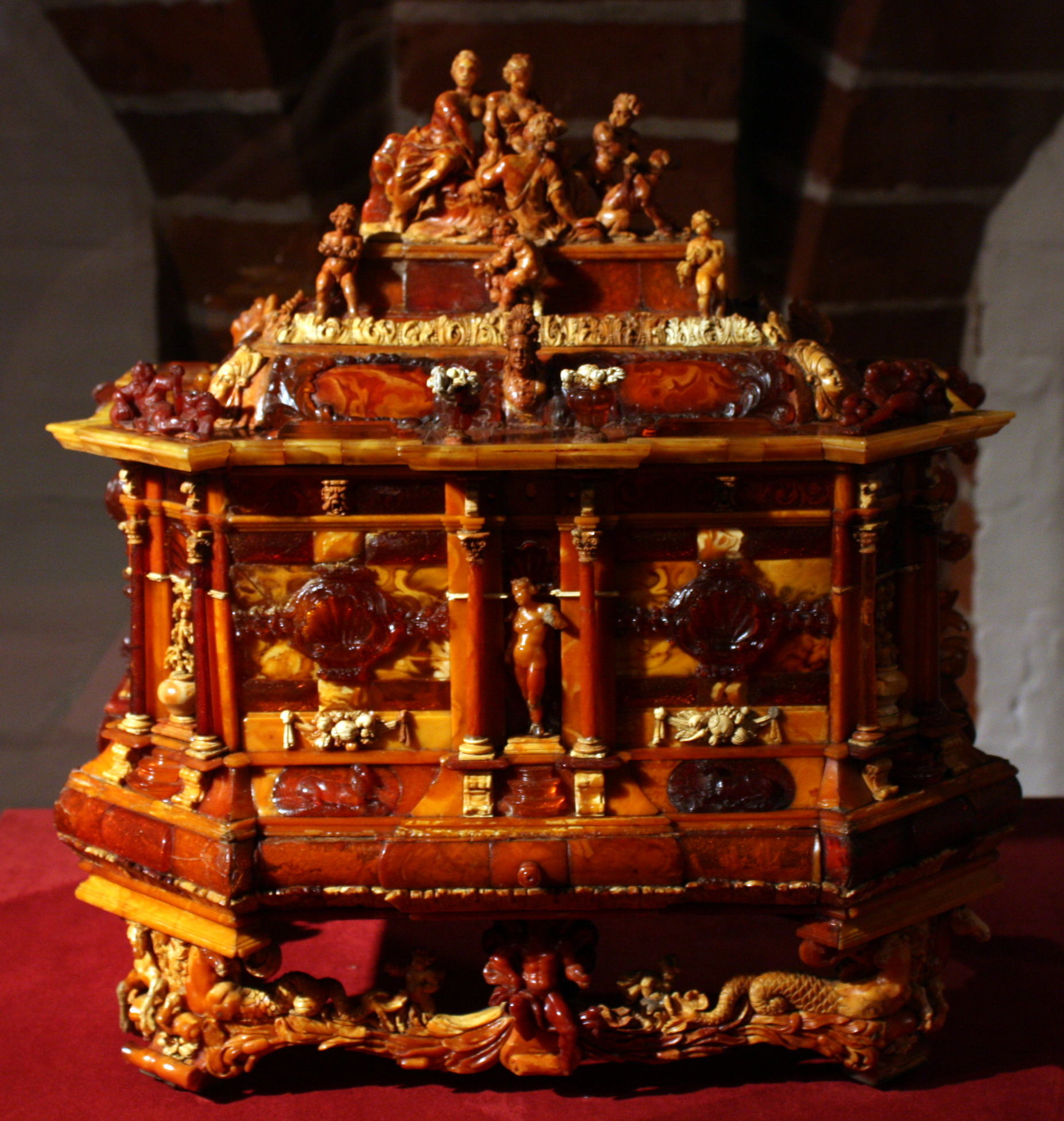
Szkatuła Ch. Mauchera. Muzeum Zamkowe w Malborku

Szkatuła Christopha Mauchera – wykonana z bursztynu barokowa szkatuła autorstwa bursztynnika gdańskiego Mauchera. 
Ch. Maucher wykonał szkatułę u schyłku XVII w. w stylu barokowym. Ma ona wysokość 40 cm. Podstawowym tworzywem są różne odmiany bursztynu bałtyckiego, różniące się barwą i przezroczystością. Bursztyn wykorzystano nie tylko w postaci płytek okładzinowych lub do wyrzeźbienia zdobień, ale również wykonano z niego większość elementów konstrukcyjnych, co było bardzo nietypowe dla ówczesnego bursztynnictwa, w którym duże dzieła sztuki tworzono łatwiejszą metodą, używając drewnianego stelażu, a jantar wykorzystując tylko do zdobień. W szkatule płytki i kaboszony z przezroczystego bursztynu były grawerowane na spodniej stronie, a następnie naklejane na mosiężną folię, by uwidocznić wyrzeźbiony motyw lub scenę. Drewno i metal artysta zastosował podrzędnie, ponadto wstawił drobne zdobienia z kości słoniowej. 
Na początku II poł. XX w. szkatuła znajdowała się w zbiorach prywatnych w Anglii. W 1968 r. dzieło sztuki zostało nabyte w Paryżu przez Muzeum Zamkowe w Malborku.
Dzieło Mauchera zalicza się do czołowych osiągnięć gdańskiego bursztyniarstwa II poł. XVII w.. Jest najbardziej wartościowym eksponatem kolekcji bursztynowej Muzeum Zamkowego i ma opinię najpiękniejszego tego typu obiektu w kolekcjach polskich. Szkatule poświęcona była wystawa czasowa w Muzeum Zamkowym w Malborku pt. "Christoph Maucher. Bursztynowa szkatuła pełna tajemnic" (6 kwietnia - 1 grudnia 2024). 